# Осиново (Красночетайский район)
Оси́ново (чув. Ирчкасси) — деревня в Красночетайском районе Чувашской Республики. Входит в состав Пандиковского сельского поселения.

## География
Находится в северо-западной части Чувашии на расстоянии приблизительно 5 км на север от районного центра села Красные Четаи.

## История
Известна с 1870 года, когда здесь было учтено 135 жителей. В 1897 году было учтено 30 дворов и 140 жителей, в 1927 — 57 дворов и 277 жителей, в 1939—301 житель, в 1979—235. В 2002 году было 60 дворов, в 2010 — 47 домохозяйств. В 1931 году был образован колхоз «Заветы Ильича».

## Население
Постоянное население составляло 125 человек (чуваши 100 %) в 2002 году, 108 в 2010.